# Норд-Ест (Виченца)
Норд-Ест је насеље у Италији у округу Виченца, региону Венето.
Према процени из 2011. у насељу је живело 56 становника. Насеље се налази на надморској висини од 63 м.